# Guillermo Bolatti
Guillermo Bolatti' (Vicuña Mackenna, 14 de julio de 1912 - Rosario, 7 de agosto de 1982) fue un sacerdote católico argentino, primer arzobispo de Rosario.

## Biografía
Fue profesor Cursos de Cultura Católica, un movimiento de defensa del catolicismo tradicional, fundado —entre otros— por Tomás Casares y Atilio Dell'Oro Maini, intelectuales ligados a la revista Criterio.
Ejerció como fiscal eclesiástico de la arquidiócesis de Buenos Aires. Identificado con el antiperonismo, rechazó toda colaboración del gobierno para reconstruir los templos destruidos inmediatamente después del bombardeo de Plaza de Mayo de junio de 1955. Tras el derrocamiento de Juan Domingo Perón, en diciembre de 1955, celebró la primera misa multitudinaria en Buenos Aires, en presencia del dictador Pedro Eugenio Aramburu.
El 2 de febrero de 1957, el papa Pío XII lo nombró obispo titular de Limata y auxiliar de Buenos Aires; fue consagrado por monseñor Fermín Lafitte en el mes de marzo. El arzobispo Lafitte era el nuevo presidente de la Conferencia Episcopal Argentina, desplazando al arzobispo de Buenos Aires, Santiago Copello, a quien se consideraba "no suficientemente antiperonista"; nominalmente, Bolatti dependía de monseñor Copello, pero en la práctica actuaba como si fuera un obispo titular.
El 11 de julio de 1961, el papa Juan XXIII lo nombró obispo de la diócesis de Rosario, cargo que asumió oficialmente el 23 de septiembre de ese año. Dos años más tarde, el 12 de agosto de 1963, la diócesis de Rosario fue elevada al rango de arquidiócesis, siendo Bolatti confirmado como arzobispo de la misma. La arquidiócesis se extiende por el sur de la provincia de Santa Fe y el extremo norte de la provincia de Buenos Aires, y desde ese mismo año tiene como diócesis sufragáneas a las de San Nicolás de los Arroyos y de Venado Tuerto.
Participó de las cuatro sesiones del Concilio Vaticano II, entre 1962 y 1965. Su discurso más destacado, del 23 de octubre de 1964, se refirió al comunismo, al que calificó como "un peligro muy grande", y lo clasificó como una herejía, pidiendo que en los documentos conciliares se declarase al comunismo como "intrínsecamente contrario a la doctrina católica."
Después del concilio, numerosos curas y laicos consideraron llegada la hora de una profunda transformación de la iglesia argentina; en la arquidiócesis de Rosario el entusiasmo era evidente, pero se fue enfriando con el paso de los años, ya que —en opinión de muchos— el arzobispo retrasaba o impedía la realización de los cambios necesarios. En octubre de 1968, treinta sacerdotes de la arquidiócesis se enfrentaron ruidosamente con el arzobispo, ocupando parroquias y enfrentando persecuciones y castigos por parte de las autoridades eclesiásticas y civiles. El conflicto se saldó en noviembre de 1969, cuando los treinta curas renunciaron a sus cargos y abandonaron la arquidiócesis.
Su actuación durante las sucesivas represiones desatadas en ocasión de distintas huelgas fue repudiada por no haber hecho gestos que ayudaran a los reprimidos. Se negó a respaldar al obispo de San Nicolás, Carlos Ponce de León, cuando éste pidió garantías para la vida de los huelguistas en Ramallo y Villa Constitución en 1975 y 1976. El obispo Ponce de León falleció en un accidente automovilístico en 1977, aunque versiones posteriores afirman que fue asesinado. Por su parte, el arzobispo festejó explícitamente el golpe de Estado de marzo de 1976, dando por terminado el peligro de la "ruptura de la unidad de la Patria".